# 덕곡항 (거제시)
덕곡항은 경상남도 거제시 하청면 덕곡리에 있는 어항이다. 2003년 2월 3일 어촌정주어항으로 지정하여 관리하고 있다. 시설관리자는 거제시장이다.

## 어항 연혁
- 유계평야(柳溪平野)가 있는 마을을 외가이(外加耳)라 하였는데 이는 앞에 넓은 광이(廣耳)바다가 있다는 뜻이며 뒤는 큰 골짜기이므로 덕곡(德谷)이라 하였으며 옛날 개안, 금장, 먹개 등으로 부르고 있다.

## 어항 구역
- 수역: 미지정(거제시 하청면 덕곡리 597-47번지 수역)
- 육역: 미지정

## 어항 시설
- 물양장, 선착장

## 주요 어종
- 도다리, 노래미, 홍합 등